# Phillip Bay
Pour les articles homonymes, voir Phillip.
 (octobre 2021).
Phillip Bay est une banlieue du sud-est de Sydney, dans l’État de Nouvelle-Galles du Sud, en Australie, à 13 kilomètres au sud-est du quartier centre d'affaires de Sydney, dans la zone du gouvernement local de la ville de Randwick. Le code postal est : 2036.